# Häng med till farbror John
Häng med till farbror John var ett barnradioprogram av bröderna Claes och Anders Eriksson och Kerstin Granlund tillsammans med Ole Moe som började sändas 1978 av Sveriges Radio. Avsnitten var cirka 15 minuter långa. Bröderna Eriksson och Granlund utgjorde gruppen Galenskaparna.
Några av låtarna från radioprogrammet var:
- "En brun liten ko. Så här blir mjölk till"
- "Instrumentlåt"
- "Jag har fått en lapp från Krille"
- "Vera – En låt om mobbning"
- "Nyhetsvisan"
- "Fågelungens flygsång"
- "Ormens krälsång"
- "Sträck din hand"
- "Våra tänder"
  - Tandläkarpropaganda som sjungs i stämmor och vid vissa tillfällen a cappella
- "Vad är det där som känns ibland?"
- "Vår stora fantasisång"

## LP
Baserat på radioprogrammet gavs även LP:n Häng med till farbror John ut 1978 eller 1979. Skivan spelades in i Fässbergsskolans aula i Mölndal, under juni till september 1978.

### Låtar på skivan
Där inget annat anges är text och musik av Claes Eriksson:
1. "Häng med till farbror John"
2. "En liten bit att börja med"
3. "Mina kompisar"
4. "Vad man får lära sig i skolan"
5. "Anders drömvisa"
6. "Ont om ti'" (Musik: Lillebjörn Nilsen)
7. "När jag skall gå och handla"
8. "Trafik-calypso" (Musik: Ole Moe)
9. "Tra tra tra trafiken"
10. "Kan de' va' sant?" (Musik: Lillebjörn Nilsen)
11. "Mullvadens grävarhambo"
12. "Krokodilblues"
13. "Vår papegoja"
14. "Akvariumvalsen"
15. "Min dykarsång"
16. "Uppfinnarn"
17. "Brandsoldaten"
18. "Farbror Johns rock 'n' roll" (Musik: Lillebjörn Nilsen)

### Medverkande på skivan[3]
- Claes Eriksson (sångare) (kompositör) (textförfattare)
- Ole Moe (sångare)
- Anders Eriksson (sångare)
- Kerstin Granlund (sångare)
- Åke Drougge (musiker)
- Thomas Utbult (musiker)
- Anders Söderling (musiker)
- Birgitta Knapp (producent)
- Björn Lusensky (producent)